# President de Guyana
El President de Guyana  és el Cap d'Estat de Guyana. El càrrec fou creat el 1970.
| Nom                   | Imatge         | Inici del govern       | Fi del govern          |
| --------------------- | -------------- | ---------------------- | ---------------------- |
| Edward Victor Luckhoo | Sense imatge   | 23 de febrer de 1970   | 17 de març de 1970     |
| Arthur Chung          | Arthur Chung   | 17 de març de 1970     | 6 d'octubre de 1980    |
| Forbes Burnham        | Sense imatge   | 6 d'octubre de 1980    | 6 d'agost de 1985      |
| Desmond Hoyte         | Sense imatge   | 6 d'agost de 1985      | 9 d'octubre de 1992    |
| Cheddi Jagan          | Sense imatge   | 9 d'octubre de 1992    | 6 de març de 1997      |
| Samuel Hinds          | Samuel Hinds   | 6 de març de 1997      | 19 de desembre de 1997 |
| Janet Jagan           | Janet Jagan    | 19 de desembre de 1997 | 11 d'agost de 1999     |
| Bharrat Jagdeo        | Bharrat Jagdeo | 11 d'agost de 1999     | 3 de desembre de 2011  |
| Donald Ramotar        | Donald Ramotar | 3 de desembre de 2011  | 16 de maig de 2015     |
| David Granger         |                | 16 de maig de 2015     | actualitat             |